# 홍현호
홍현호(1992년 1월 10일 ~ )는 대한민국의 희극 배우이다. 2014년 봄 KBS 공채 29기 개그맨으로 데뷔했다.

## 학력
- 동두천중학교
- 동두천고등학교
- 인덕대학교 방송연예과

## 출연 작품
- 《개그콘서트》
  - 〈달라스〉
  - 〈예뻐? 예뻐!〉
  - 〈유민상 장가보내기 프로젝트〉
  - 〈핵존심〉
  - 〈시청자 의견〉
  - 〈명인본색〉
  - 〈이.개.세 (이 개그맨들이 사는 세상)〉
  - 〈민상토론〉
  - 〈고집불통〉
  - 〈횃불 투게더〉
  - 〈웰컴 투 코리아〉
  - 〈남량특집〉귀신 역
  - 〈아재씨〉
  - 〈님은 딴곳에〉웨이터 역
  - 〈나가거든〉터널에 갇힌 주인공 역
  - 〈대통형〉장관 역
  - 〈대한민국 전설의 개그맨 정명훈〉
  - 〈핵갈린 늬우스〉
  - 〈창과 방패〉
  - 〈세.젤.예 (세상에서 제일 예민한 사람)〉
  - 〈봇말려〉주인공 역
  - 〈수호천사〉주인공 역
  - 〈아무말 대잔치〉
  - 〈힘을 내요! 슈퍼 뚱맨〉
  - 〈미래에서 온 남자〉
  - 〈촌's Love〉마을 촌장 역
  - 〈I.돌.I〉
  - 〈대행 알바〉직원 역
  - 〈편안한 드라마〉
  - 〈니가 인간이니?〉
  - 〈프로억울러〉
  - 〈진상점〉직원- 1회성
  - 〈금쪽유치원〉홍기쁨
  - 〈지구종말 1분전〉다양한역할
  - 〈호위무사〉전하
  - 〈심곡 파출소〉아롱이
- 《개승자》

## 유행어
- 저기 선배님?(유민상 장가보내기 프로젝트)
- 이러다 ○○○랑 눈이라도 맞아서 장가라도 가면 이 코너 끝나는 거 아닙니까?(유민상 장가보내기 프로젝트)
- 저는 이 코너 밖에 없는데~!(유민상 장가보내기 프로젝트)
- 부르셨습니까 손님? 아니 세상에! 여기 웬 ○○씨가 쓰러져 있지..?(님은 딴곳에)
- 니가 귀뜨임해 주었지? 부숴버릴거야~(님은 딴곳에)
- 나 ○○했어 이 계집아이야!!!(님은 딴곳에)
- 운명의 남자 여기 있어요!(님은 딴곳에)
- 끊어요!(나가거든)
- 그냥 끊어요!(나가거든)
- 아~! 나 언제 나가?(나가거든)
- 진호봇! 진호봇! (봇말려)
- 여봐유! (촌's Love)
- 나귀해 기쁨이 소중해 (금쪽 유치원)
- 안녕하세요 저는 홍기쁨 이라고 하는데요 (금쪽유치원)
- 그러시길 그러시게 (금쪽유치원)
- 예~~! (심곡 파출소)

## 수상
- 2016년 KBS 연예대상 코미디부문 남자 신인상